# Родники (Гур'євський міський округ)
Родники (рос. Родники) — селище Гур'євського міського округу, Калінінградської області Росії. Входить до складу Низовського сільського поселення.
Населення —  757 осіб (2015 рік). 

## Населення
| 2002 | 2010 |
| ---- | ---- |
| 779  | ↘757 |